# Begonia glutinosa
Begonia glutinosa là một loài thực vật có hoa trong họ Thu hải đường. Loài này được Kiew mô tả khoa học đầu tiên năm 2007.